# Säming
Säming (Sæmingr) var enligt Snorre Sturlasson son till Oden eller Frej. Han blev kung i Norge och alla norska fornkungar, liksom ladejarlarna, räknade sin härstamning efter honom.
Snorres historieskrivning är euhemeristisk, det vill säga den utgår från att hednagudarna en gång varit framstående kungar, erövrare och härskare, vilka först långt senare kommit att tillbedjas som gudar. Den främste av alla dessa fornkungar var Oden som ledde asarnas stora utvandring från "Troja" i Asien (varifrån asarna troddes ha fått sitt namn) till de nordiska länderna. Under denna folkvandring grundade han flera riken, där han satte sina söner att regera. En av dessa söner var Säming. Han är omtalad i Ynglingasagan samt i prologerna till Heimskringla, Snorres Edda och Storsagan om Olav den helige.

## Källskrifterna

### Prologen tillSnorres Edda
I Sverige grundade Oden staden Sigtuna och lät sin son Yngve (Frej) bli kung:
»Därpå färdades han norrut ända till havet, som de trodde låg runt alla länder. Där satte han sin [sjätte] son över det rike som nu heter Norge. Han hette Säming och Norges kungar räknar sin härkomst från honom, liksom också jarlarna och andra mäktiga män, som det berättas i Háleygjatal.«
Háleygjatal var en genealogisk dikt som författades av Eyvind skaldaspiller till jarl Håkon Sigurdssons ära någon gång vid slutet av 980-talet. Kung Säming omtalas också som son till Oden i Namntulorna, som i flera handskrifter avslutar Skáldskaparmál i Snorres Edda.

### Ynglingasagan
I Ynglingasagan får man också veta vem som var Sämings mor. Där berättas att jättinnan Skade skilde sig från Njord för att gifta om sig med Oden.
»De hade många söner. En av dem hette Säming; om honom diktade Eyvind skaldaspiller detta:
| Honom avlade Asarnas fader (=Oden) han som dyrkas av skalders släkte, avlade honom med jättedottern, | då Skade fordom och männens vän (=Oden) bodde i Manhem. Många söner skidgudinnan (=Skade) födde åt Oden. |  |

Från Säming räknade Håkon jarl den mäktige sin härkomst.«

### Prologen tillHeimskringla
Men i prologen till Heimskringla har faderskapet plötsligt blivit ändrat. Snorre skriver där:
»Eyvind skaldaspiller uppräknade Håkon jarl den mäktiges förfäder i ett kväde som heter Háleygjatal och som diktades om Håkon. Säming omtalas där som son till Yngve-Frej.«

### Prologen tillSagan om Olav den helige
Samma påstående upprepas i prologen till storsagan om Olav den helige, där Snorre skriver:
»Ett annat kväde gjorde Eyvind skaldaspiller om Håkon jarl Sigurdsson den mäktige, och han räknade upp förfäderna tillbaka till Säming, som sägs ha varit son till Yngve-Frej, Njords son.«
Snorre anför alltså samma källa som stöd för två oförenliga påståenden, nämligen både att det var Oden och att det var Yngve-Frej som var far till Säming. Av dikten Háleygjatal återstår i dag endast brottstycken, och namnet Säming förekommer inte i den strof som Snorre citerar, varför frågan vem strofen egentligen syftar på inte går att avgöra.

#### Son till en gud och en jättinna
Många av de genealogier som konstruerades på Island under medeltiden är motsägelsefulla, och även gudarnas familjerelationer är ofta helt annorlunda i genealogierna än vad de är i myterna. Men vare sig Sämings föräldrar var guden Frej och jättinnan Gerd eller guden Oden och jättinnan Skade, var han själv frukten av en extremt exogam allians, vilket religionshistorikern Gro Steinsland ser som typiskt för de gamla dynastiernas ursprungsmyter. "Gudar och jättar står för motsatta krafter i kosmos (...). Sonen till guden och jättinnan är den första i raden av kungar och representerar en ny art, härskarsläkten", eftersom han "förenar krafter och energier från de två motpolerna, Asgård och Utgård. Det är detta spänningsfyllda ursprung som gör härskaren till något unikt och ger honom en exklusiv position i förhållande till andra människor."

### Fornaldarsagor
Kung Säming är också nämnd i ett par fornaldarsagor. I Halvdan Östenssons saga (Hálfdanar saga Eysteinssonar) från tidigt 1300-tal sägs Säming ha varit Odens son och kung av Hålogaland i Norge. Hans hustru hette Nauma, och efter henne är Namdalen uppkallad. Tillsammans hade de sonen Trånd (Þrándr).
En svensk sagokung Seming figurerar i Romund Gripssons saga (Hrómundar saga Gripssonar). Enligt denna blev Seming dräpt av en draug vid namn Tråen (Þráinn) med ett magiskt svärd kallat Mistilteinn. Sagans hjälte Romund lyckades dock förgöra draugen. Om denna saga – som nu är i stort sett förlorad men vars handling har bevarats i rimorna om Romund – vet vi att den skrevs av Rolf på Skálmarnes för att underhålla gästerna vid ett bröllopsgille år 1119. Kung Sverre, som senare fick sagan uppläst för sig, kallade den en ”roande lögnsaga”.
För övrigt tycks Säming också ha varit namnet på en tämligen ogripbar sägenfigur, vilket framgår av en dikt i Orm Storolfssons saga (Orms þáttr Stórólfssonar).